# フェイスリフト (車両チューニング)
フェイスリフトとは、自動車のエクステリアの改造（モディファイ）の一つ。本来は美容整形の意である。
GDBインプレッサ（アプライドの進化による丸目→涙目→鷹目）やS14シルビア（垂目→吊り目）、GTO（リトラクタブル→固定式→コンビネーションランプ）といった本来の用法はモデルチェンジ (自動車)#フェイスリフトを参照のこと。ちなみに自動車メーカー（市販車）におけるフェイスリフトとは、モデルライフ途中のマイナーチェンジで顔の造作を変えることを指す。

## 概要
よく生き物の「目」に例えられる自動車の灯火類は、その形状や配置によって「表情」 が大きく左右される。そこで、改造車において、比較的小規模な加工でクルマの印象を新しくしたり、より奇抜にするために行われるモディファイとして、異なる車種や型式（かたしき）のヘッドランプやリアコンビランプASSYを流用することは古くから行われていた。
アメリカではこれらの板金工場や素人の改造を、自動車メーカーのそれになぞらえ、フェイスリフトと呼んだ。
以前はフロントグリルの加工やリア回りの若干の板金を要す程度であったが、自動車の形状とパネル割りが大きく変わったころから、これらに加え、エンジンフード（ボンネット）やフロントフェンダーの板金が必須となっている。加工がランプASSY周辺に限られることや、ベース車とは異なるメーカーの部品を使うこともある点で、フロントセクションを（ボルトオンで）丸々移植する顔面スワップ（換装）とは区別されている。
マッスルカーの衰退後も、それまでのホットロッドに加え、バニングやトラッキン、ハイドロなどのカスタムカー文化が続き、アメリカ各地のカーショーを盛り上げた。これらのベース車はフレーム構造であることが多く、カスタム手法も、ピラーを短縮して屋根を低くするチョップトップや、ホイールベース、サスペンションの変更などの「大手術」が比較的容易であり、また、それらと共に発達した、車体のバッジやモール類を取り去り、ビードなどの段差もことごとく平滑に仕上げるスムージングにおいては、車両全体のバランスが肝要となるため、「顔」や「お尻」の「整形」だけがフィーチャーされることは無かった。
21世紀に入り、スポーツコンパクトと呼ばれるジャンルがアメリカ西海岸で流行となるが、これらのベース車のほとんどが日本の乗用車で、その車体も、ボディを切り刻むような改造には向いていないモノコック構造である。もとより、そのような方法で外観を大きく変更することは剛性や強度の低下と重量増をもたらし、スポコンの魅力であるパフォーマンスを大きく損なう結果となる。
この限られた条件の中、カーショーでの差別化を図る方法として、他車のランプASSYの流用による「フェイスリフト」が注目され初め、競われるようになった。異なる車種の部品を流用するため、実際の作業には感性と高い板金技術が必要とされ、ボディーショップにとっては腕の見せ所ともなる。
発祥地ではDC2インテグラやEG6シビックといったホンダのスポコンがモディファイベースとして人気があった。これらのオリジナルヘッドランプは丸形4灯や横長の異形であり、大幅に雰囲気を変えるため、ZZT231セリカやS2000など、ヘッドランプが縦長で近未来的なイメージを与えるものが多く選ばれた。リトラクタブル・ヘッドライトの車種では駆動のためのモーターユニットも不要となり、軽量化につながる。
スポコンを扱う日本の自動車雑誌が西海岸でのスポコン用語として「フェイスリフト」をそのまま紹介したため、読者層にはこの狭い用法だけが広まった。

## 多く利用される車種
- ヘッドランプ
  - ZZT231 セリカ
  - AP1 S2000
  - NA2 NSX（新品のヘッドランプASSYは片側だけで25万円と高額である）
  - レクサス・ES/トヨタ・ウィンダム（MCV30系）

- リアコンビネーションランプ
  - マツダ・アテンザ